# Black Dog: Being A Teacher
Black Dog: Being A Teacher (en hangul, 블랙독; RR: Beullaek Dok) es una serie de televisión surcoreana dirigida por Hwang Joon-hyeok y protagonizada por Seo Hyun-jin, Ra Mi-ran y Ha Joon. Se emitió por el canal tvN los lunes y martes a las 21:30 horas (KST) del 16 de diciembre de 2019 al 4 de febrero de 2020.

## Sinopsis
Black Dog cuenta la historia de Go Ha-neul, una mujer que se ha convertido en profesora con contrato temporal en una escuela secundaria privada, y lucha por sobrevivir mientras mantiene sus sueños. En lugar de mirar la escuela desde fuera, echamos un vistazo más de cerca a sus circunstancias reales a través de una profesora que conoce el sabor amargo de la realidad mejor que nadie.

## Reparto

### Principal
- Seo Hyun-jin como Go Ha-neul. Soñaba con dedicarse a la enseñanza después de que un profesor la salvara en un accidente de tráfico cuando era estudiante. Años más tarde, comienza a trabajar como profesora con contrato temporal en una escuela secundaria privada y, afrontando todo tipo de problemas, crece como enseñante y como persona.[3][4]
- Ra Mi-ran como Park Seong-soon. Una profesora experimentada que se convierte en la mentora de Ha-neul. Enseña lengua coreana y es jefa del servicio de orientación para la universidad, y entre los estudiantes se la conoce como adicta al trabajo.[3][5]
- Ha Joon como Do Yeon-woo. Un profesor de lengua coreana, apasionado e idealista, que es muy popular entre los estudiantes y tiene un programa educativo en televisión. Forma parte del servicio de orientación universitaria.[3][6]

### Secundario

#### Familia y conocidos de Ha-neul
- Lee Hang-na como Song Young-sook, propietaria de un restaurante y mujer de Young-ha, que fue profesor de Ha-neul.
- Kim Jung-young como Moon So-nyeo, madre de Ha-neul.
- Maeng Sang-hoon como Go Seong-cheol, padre de Ha-neul.

#### Profesorado y personal de la escuela secundaria de Daechi
- Kim Hong-pa como Byun Seong-joo, director de la escuela.
- Lee Yoon-hee como Lee Seung-taek, subdirector de la escuela.
- Lee Chang-hoon como Bae Myeong-soo, profesor de biología. Forma parte del servicio de orientación universitaria.[7]
- Kim Hak-sun como Yeo Se-chang, director del servicio de orientación universitaria y marido de Park Seong-soon.[8]
- Jung Hae-kyun como Moon Soo-ho, tío de Ha-neul, jefe del departamento de ordenación académica.
- Yoo Min-kyu como Ji Hae-won, profesor de lengua con contrato temporal desde hace seis años, está en el departamento de tercer curso.
- Park Ji-hwan como Song Yeong-tae, profesor de física y jefe del departamento de tercer curso.[9]
- Jo Sun-joo como Kim Yi-boon, profesora de coreano, integrada en el departamento de ordenación académica. Le asignan a Go Ha-neul como compañera de curso.
- Heo Tae-hee como Ha Soo-hyeon, profesor de coreano, forma parte del departamento de tercer curso.
- Ye Soo-jung como Yoon Yeo-hwa, experimentada profesora y jefa del servicio de orientación y consejo; le falta un año para jubilarse, y ayuda a Ha-neul y a los profesores temporales.
- Kwon So-hyun como Song Ji-sun, profesora de coreano.
- Woo Mi-hwa como Han Jae-hee, profesora de matemáticas y jefa de actividades extracurriculares.[10]
- Kim Seung-hoon como Cha Tae-ho, profesor de matemáticas, dirige el departamento de informática y matemáticas.
- Lee Jang-won como Son Dong-ha, profesor de geografía.
- Ahn Sang-eun como Jang Hee-soo, profesora de inglés con contrato temporal y sobrina del jefe de administración Yoo Jae-ho, gracias al cual pudo entrar en la escuela.
- Lim Hyun-sung como Yoo Jae-ho, jefe de administración y sobrino del presidente de la escuela.

#### Alumnos de la escuela secundaria de Daechi
- Lee Eun-saem como Lee Seul-ki, estudiante de la clase de Ha-neul (5.ª clase, 3.º curso).[11][12]
- Park Ji-hoon como Goo Jae-hyun, estudiante de la clase de Ha-neul (5.ª clase, 3.º curso).
- Jung Taek-hyun como Hwang Bo-tong, nuevo estudiante de la clase de Ha-neul (5.ª clase, 3.º curso).

### Apariciones especiales
- Baek Eun-hye como Song Chan-hee, oficial de admisiones de la Universidad de Hankook. Guarda rencor a la escuela porque había trabajado en ella tres años y medio como profesora temporal y se le había prometido en vano una plaza de profesora fija.[13][14]
- Ryu Ji-eun como Go Ha-neul adolescente.[15]
- Tae In-ho como Kim Young-ha, exprofesor de secundaria de Ha-neul (ep.1-2)

## Producción
Esta serie es el debut como guionista de Park Joo-yun. Se rodó principalmente en las escuelas secundarias Yeongdeungpo y Anyang.
El 21 de noviembre de 2019 se lanzó el cartel principal de la serie. Dos días más tarde se publicó asimismo el segundo teaser.

## Recepción

### Índices de audiencia
| Temporada | Temporada | Episodio número | Episodio número | Episodio número | Episodio número | Episodio número | Episodio número | Episodio número | Episodio número | Episodio número | Episodio número | Episodio número | Episodio número | Episodio número | Episodio número | Episodio número | Episodio número | Promedio |
| Temporada | Temporada | 1               | 2               | 3               | 4               | 5               | 6               | 7               | 8               | 9               | 10              | 11              | 12              | 13              | 14              | 15              | 16              | Promedio |
| --------- | --------- | --------------- | --------------- | --------------- | --------------- | --------------- | --------------- | --------------- | --------------- | --------------- | --------------- | --------------- | --------------- | --------------- | --------------- | --------------- | --------------- | -------- |
|           | 1         | 694             | 968             | 1031            | 971             | 1211            | 1096            | 1044            | 1067            | 943             | 904             | 942             | 1124            | 873             | 936             | 867             | 990             | 979      |

| Capítulo | Fecha de emisión        | Índice de audiencia (AGB Nielsen) | Índice de audiencia (AGB Nielsen) |
| Capítulo | Fecha de emisión        | Nacional                          | Seúl                              |
| --- | ----------------------- | --------------------------------- | --------------------------------- |
| 1 | 16 de diciembre de 2019 | 3,331%                            | 3,574%                            |
| 2 | 17 de diciembre de 2019 | 4,412%                            | 5,064%                            |
| 3 | 23 de diciembre de 2019 | 4,411%                            | 5,212%                            |
| 4 | 24 de diciembre de 2019 | 4,349%                            | 4,834%                            |
| 5 | 30 de diciembre de 2019 | 5,483%                            | 6,004%                            |
| 6 | 31 de diciembre de 2019 | 4,732%                            | 5,126%                            |
| 7 | 6 de enero de 2020      | 4,797%                            | 4,848%                            |
| 8 | 7 de enero de 2020      | 5,055%                            | 5,352%                            |
| 9 | 13 de enero de 2020     | 4,393%                            | 4,941%                            |
| 10 | 14 de enero de 2020     | 4,339%                            | 4,457%                            |
| 11 | 20 de enero de 2020     | 4,492%                            | 4,744%                            |
| 12 | 21 de enero de 2020     | 5,085%                            | 5,563%                            |
| 13 | 27 de enero de 2020     | 3,983%                            | 4,026%                            |
| 14 | 28 de enero de 2020     | 4,428%                            | 4,662%                            |
| 15 | 3 de febrero de 2020    | 4,110%                            | 4,261%                            |
| 16 | 4 de febrero de 2020    | 4,658%                            | 4,647%                            |
| Promedio | Promedio                | 4,504%                            | 4,832%                            |
| - En la tabla superior, en azul aparecen los índices más bajos, y en rojo los más altos. - Este drama se emitió en un canal de cable o televisión de pago, que normalmente tiene una audiencia relativamente menor en comparación con las emisoras públicas o de televisión en abierto (KBS, SBS, MBC y EBS). |                         |                                   |                                   |

### Crítica
La serie fue acogida favorablemente por el modo realista de presentar el mundo de la escuela y las experiencias que un principiante puede tener en ella. La corrupción que existe en torno a las contrataciones de profesorado fijo en las escuelas privadas y la importancia que se concede a las recomendaciones han sido experimentadas por muchos docentes surcoreanos. La guionista Park Joo-yun incorporó a su trabajo su propia experiencia como profesora durante tres años.
William Schwartz (HanCinema) la califica como una «serie de bajo perfil» que sin embargo ganó seguidores y destacó en un año mediocre del canal tvN. Después la compara con Misaeng, serie del mismo canal de 2014 con la que advierte similitudes estilísticas. En ambas, el protagonista «llega a su nuevo trabajo con ciertas expectativas, y el drama trata con el choque cultural de estas expectativas mientras se adapta a ellas». Las diferencias dependen sobre todo del entorno de trabajo: si en Misaeng lo importante es completar proyectos rentables para la empresa, en Black Dog las metas parecen menos concretas, más allá de enseñar de manera efectiva.